# Matej Delač
Matej Delač (ur. 20 sierpnia 1992 w Gornji Vakuf-Uskoplje) – chorwacki piłkarz występujący na pozycji bramkarza. Od 2018 roku zawodnik AC Horsens.

## Kariera klubowa
Urodził się w Bośni i Hercegowinie. W 1996 roku, z powodu wojny toczącej się w tym kraju, przeprowadził się z rodziną do Chorwacji. Dwa lata później rozpoczął treningi piłkarskie w Interze Zaprešić. Wśród młodych zawodników wyróżniał się wzrostem, co przyczyniło się do tego, że został bramkarzem. 29 października 2008 roku zadebiutował w barwach swojego klubu w przegranym 0:2 meczu pucharu kraju z NK Zagrzeb.
22 lutego 2009 roku po raz pierwszy wystąpił w Prva HNL w meczu z NK Zagrzeb, w którym w 85. minucie obronił rzut karny wykonywany przez Davora Vugrineca, przyczyniając się do zwycięstwa 1:0. W sezonie 2008/2009 rozegrał łącznie 15 spotkań w chorwackiej ekstraklasie. We wrześniu 2009 został zawodnikiem Chelsea, jednak, z powodu zakazu transferowego nałożonego na angielski klub, pozostał w Interze na kolejny sezon. Był w nim podstawowym zawodnikiem swojej drużyny – wystąpił w 23 meczach.
W sezonie 2010/2011 przebywał na wypożyczeniu w holenderskim Vitesse, w którym pełnił funkcję rezerwowego, natomiast w latach 2011–2012 wypożyczony był do Dynama Czeskie Budziejowice. W barwach czeskiego klubu rozegrał jeden mecz w ekstraklasie – 26 marca 2012 roku wystąpił w przegranym 0:4 spotkaniu z Viktorią Pilzno. W lipcu 2012 został ponownie wypożyczony, tym razem do portugalskiej Vitórii. W następnych latach Chelsea wypożyczało go do: Interu Zaprešić, Vojvodiny, FK Sarajevo, Arles-Avignon, ponownie do FK Sarajevo i Mouscron. 
W 2018 roku został zawodnikiem AC Horsens. Zadebiutował 16 lipca 2018 w wygranym meczu 2:1 z FC København.

## Kariera reprezentacyjna
W wywiadzie udzielonym w czerwcu 2009 roku przyznał, że nie otrzymał propozycji występów w reprezentacji Bośni i Hercegowiny.
W latach 2007–2008 występował w reprezentacjach Chorwacji U-15, U-16 i U-17. 7 października 2008 roku zadebiutował w kadrze do lat 19 w wygranym 4:0 meczu z Kazachstanem. W sierpniu 2009 roku został powołany do seniorskiej reprezentacji na mecze eliminacji mistrzostw świata w RPA, stając się tym samym najmłodszym graczem powołanym kiedykolwiek do kadry Chorwacji.
W 2010 uczestniczył w mistrzostwach Europy U-19 we Francji. W turnieju tym był podstawowym bramkarzem swojej reprezentacji – zagrał w czterech spotkaniach (w dwóch zachował „czyste konto”), zaś Chorwaci dotarli do półfinału. W 2011 roku wraz z reprezentacją do lat 20 wziął udział w mistrzostwach świata w Kolumbii – zagrał we wszystkich trzech przegranych meczach grupowych, w których wpuścił osiem goli.